# Edward Power Biggs

Edward Power Biggs

Edward George Power Biggs (auch Edward Biggs, * 29. März 1906 in Westcliff-on-Sea; † 10. März 1977 in Cambridge (Massachusetts)) war ein US-amerikanischer Konzertorganist britischer Herkunft.

## Leben und Werk
Edward Power Biggs studierte Orgel an der Royal Academy of Music in London bei Thomas Threlfall. Er gab zahlreiche Konzerte in englischen Kirchen. 1930 siedelte er in die Vereinigten Staaten um und erlangte 1937 die amerikanische Staatsbürgerschaft.
Er wirkte in den Vereinigten Staaten als Konzertorganist mit bedeutenden amerikanischen Orchestern zusammen. Er trat häufig im Rundfunk auf und spielte zahlreiche Tonträger ein. Er gab zahlreiche Orgelwerke bei amerikanischen Verlagen heraus. Eine Reihe von zeitgenössischen Komponisten schrieben Werke speziell für ihn wie beispielsweise Leo Sowerby, Walter Piston, Howard Hanson und Quincy Porter.
Edward Power Biggs erhielt zahlreiche Ehrungen, darunter Ehrendoktortitel im Bereich der Musik der Acadia University in Wolfville (Nova Scotia) und des New England Conservatory of Music in Boston sowie den Doctor of Fine Arts (hon.) des Coe College in Cedar Rapids (Iowa). 1950 wurde er in die American Academy of Arts and Sciences gewählt.